# David Hodges (personage)
David Hodges is een personage uit de Amerikaanse televisieserie CSI: Crime Scene Investigation. Hij wordt gespeeld door Wallace Langham. Hij is sporenonderzoeker en werkt in het lab.